# Mistrzostwa Europy w Lekkoatletyce 2016 – skok o tyczce kobiet
Skok o tyczce kobiet – jedna z konkurencji technicznych rozgrywanych podczas lekkoatletycznych mistrzostw Europy na Stadionie Olimpijskim w Amsterdamie.
Tytułu mistrzowskiego z 2014 roku nie obroniła Rosjanka Anżelika Sidorowa.

## Terminarz
| Data    | Godzina. |            |
| ------- | -------- | ---------- |
| 7 lipca | 10:05    | Eliminacje |
| 9 lipca | 19:20    | Finał      |

## Rekordy
Tabela prezentuje rekord świata, rekord mistrzostw Europy oraz najlepsze osiągnięcie na Starym Kontynencie.
|                          | Zawodnik          | Wynik | Miejsce  | Data                  |
| ------------------------ | ----------------- | ----- | -------- | --------------------- |
| Rekord świata            | Jelena Isinbajewa | 5,06  | Zurych   | 28 sierpnia 2009(dts) |
| Rekord mistrzostw Europy | Jelena Isinbajewa | 4,80  | Göteborg | 12 sierpnia 2006(dts) |
| Rekord Europy            | Jelena Isinbajewa | 5,06  | Zurych   | 28 sierpnia 2009(dts) |

## Rezultaty

### Eliminacje
- Minimum kwalifikacyjne: 4.55 (Q) lub 12 najlepszych rezultatów (q). Opracowano na podstawie materiału źródłowego[2].

| Poz. | Grupa | Zawodnik              | Reprezentacja | Próby | Próby | Próby | Próby | Próby | Wynik | Uwagi |
| Poz. | Grupa | Zawodnik              | Reprezentacja | 4,00  | 4,20  | 4,35  | 4,45  | 4,50  | Wynik | Uwagi |
| ---- | ----- | --------------------- | ------------- | ----- | ----- | ----- | ----- | ----- | ----- | ----- |
| 1    | B     | Ekaterini Stefanidi   | Grecja        | –     | –     | –     | –     | xo    | 4.50  | q     |
| 2    | A     | Femke Pluim           | Holandia      | –     | o     | o     | o     |       | 4.45  | q, =  |
| 2    | A     | Lisa Ryzih            | Niemcy        | –     | –     | –     | o     |       | 4.45  | q     |
| 4    | B     | Angelica Moser        | Szwajcaria    | -     | xo    | o     | o     | r     | 4.45  | q,    |
| 4    | B     | Martina Strutz        | Niemcy        | –     | xo    | o     | o     | r     | 4.45  | q     |
| 6    | A     | Nikolía Kiriakopoúlou | Grecja        | –     | –     | xxo   | o     |       | 4.45  | q     |
| 7    | A     | Michaela Meijer       | Szwecja       | –     | o     | o     | xo    |       | 4.45  | q     |
| 8    | B     | Angelica Bengtsson    | Szwecja       | –     | xxo   | o     | xo    | r     | 4.45  | q     |
| 9    | A     | Minna Nikkanen        | Finlandia     | –     | xo    | o     | xxo   |       | 4.45  | q     |
| 9    | A     | Tina Šutej            | Słowenia      | –     | xo    | o     | xxo   |       | 4.45  | q     |
| 11   | B     | Rianna Galiart        | Holandia      | o     | o     | o     | xxx   |       | 4.35  | q,    |
| 11   | B     | Wilma Murto           | Finlandia     | –     | –     | o     | xxx   |       | 4.35  | q     |
| 11   | B     | Annika Roloff         | Niemcy        | –     | o     | o     | xxx   |       | 4.35  | q     |
| 11   | B     | Iryna Jakałcewicz     | Białoruś      | o     | o     | o     | xxx   |       | 4.35  | q     |
| 15   | B     | Marta Onofre          | Portugalia    | o     | xo    | o     | xxx   |       | 4.35  |       |
| 15   | A     | Tori Pena             | Irlandia      | –     | xo    | o     | xxx   |       | 4.35  |       |
| 17   | A     | Maryna Kyłypko        | Ukraina       | –     | o     | xo    | xxx   |       | 4.35  |       |
| 17   | B     | Jiřina Ptáčníková     | Czechy        | –     | –     | xo    | xxx   |       | 4.35  |       |
| 19   | A     | Fanny Smets           | Belgia        | xo    | o     | xo    | xxx   |       | 4.35  |       |
| 20   | B     | Sonia Malavisi        | Włochy        | o     | o     | xxx   |       |       | 4.20  |       |
| 21   | A     | Justyna Śmietanka     | Polska        | xxo   | xo    | xxx   |       |       | 4.20  |       |
| 22   | A     | Rebeka Šilhanová      | Czechy        | o     | xxx   |       |       |       | 4.00  |       |
| 23   | A     | Lisa Gunnarsson       | Szwecja       | xo    | xxx   |       |       |       | 4.00  |       |
| 24   | B     | Chloe Henry           | Belgia        | xo    | xxx   |       |       |       | 4.00  |       |
| -    | B     | Romana Maláčová       | Czechy        | –     | xxx   |       |       |       | NM    |       |
| -    | A     | Nicole Büchler        | Szwajcaria    |       |       |       |       |       | DNS   |       |

### Finał
Opracowano na podstawie materiału źródłowego.
| Poz. | Zawodnik               | Reprezentacja | Próby | Próby | Próby | Próby | Próby | Próby | Próby | Próby | Wynik | Uwagi |
| Poz. | Zawodnik               | Reprezentacja | 4,35  | 4,45  | 4,55  | 4,65  | 4,70  | 4,75  | 4,81  | 4,94  | Wynik | Uwagi |
| ---- | ---------------------- | ------------- | ----- | ----- | ----- | ----- | ----- | ----- | ----- | ----- | ----- | ----- |
| 01 ! | Ekaterini Stefanidi    | Grecja        | –     | –     | o     | o     | o     | –     | xxo   | xxx   | 4.81  | CR    |
| 02 ! | Lisa Ryzih             | Niemcy        | –     | –     | xo    | –     | xo    | r     |       |       | 4.70  |       |
| 03 ! | Angelica Bengtsson     | Szwecja       | o     | o     | xo    | o     | xxx   |       |       |       | 4.65  | SB    |
| 4    | Nikoleta Kyriakopoulou | Grecja        | xo    | xo    | o     | xxx   |       |       |       |       | 4.55  |       |
| 5    | Michaela Meijer        | Szwecja       | xo    | o     | xo    | xxx   |       |       |       |       | 4.55  |       |
| 6    | Femke Pluim            | Holandia      | xo    | o     | xxx   |       |       |       |       |       | 4.45  | =     |
| 7    | Angelica Moser         | Szwajcaria    | o     | xo    | xxx   |       |       |       |       |       | 4.45  | =     |
| 7    | Wilma Murto            | Finlandia     | o     | xo    | xxx   |       |       |       |       |       | 4.45  |       |
| 9    | Minna Nikkanen         | Finlandia     | o     | xxo   | xxx   |       |       |       |       |       | 4.45  |       |
| 10   | Martina Strutz         | Niemcy        | xo    | xxo   | xxx   |       |       |       |       |       | 4.45  |       |
| 11   | Annika Roloff          | Niemcy        | o     | xxx   |       |       |       |       |       |       | 4.35  |       |
| 12   | Iryna Jakałcewicz      | Białoruś      | xxo   | xxx   |       |       |       |       |       |       | 4.35  |       |
| -    | Tina Šutej             | Słowenia      | xxx   |       |       |       |       |       |       |       | NM    |       |
| -    | Rianna Galiart         | Holandia      | xxx   |       |       |       |       |       |       |       | NM    |       |